# Jamil Ahmad
Jamil Ahmad (Panjabi جمیل احمد, geb. 1. Juni 1931 in Jalandhar, Indien; gest. 12. Juli 2014 in Islamabad, Pakistan) war ein pakistanischer Schriftsteller.

## Biografisches
Jamil Ahmad wurde in der Provinz Punjab geboren, das seinerzeit zu Britisch-Indien gehörte. Als junger Mann entschied er sich für eine Laufbahn in der Verwaltung. Nach dem Studium in Lahore, beschloss er 1954, als Staatsbeamter in entlegene Stammesgebiete zu gehen. Auf diese Weise lernte er Paschtu und konnte sich mit der Kultur der einzelnen Stämme auseinandersetzen.
1956 lernte Ahmad in London seine deutsche Frau kennen, die er bald danach heiratete. Die Familie Ahmad lebte jahrelang in entlegenen Regionen Pakistans, entlang der Grenze zu Iran und Afghanistan, die heute als Rückzugsgebiete von Extremisten gelten. Ahmad stieg schnell in der Beamtenhierarchie auf und wurde Anfang der siebziger Jahre der politische Vertreter der Regierung im Swat-Tal. Dort begegnete er einem amerikanischen Literaten, der ihn zum Schreiben inspirierte. Seine lyrischen Versuche stellte er jedoch bald wieder ein. Auf Anraten seiner Frau begann er, seine vielen Notizen und Eindrücke von den Stammesgebieten in Prosa zu verfassen. Ein Verleger ließ sich damals allerdings für sein Manuskript nicht finden.
Erst 30 Jahre später, als sein Bruder von einem Literaturwettbewerb hörte und das vergilbte Manuskript einreichte, wurde es doch noch publiziert. Das Buch erschien zunächst auf Englisch in Südasien, dann in England und in den USA. Inzwischen gibt es Ausgaben in Deutsch, Französisch, Spanisch, Schwedisch, Italienisch und mehreren anderen Sprachen.
The Wandering Falcon wurde für die Shortlist des Man Asian Literary Prize sowie für die des Commonwealth Prize nominiert. Jamil Ahmad lebte bis zu seinem Tode mit seiner Frau in Islamabad.

## Rezeption und Werk
Auf den Spuren des Jungen Tor Baz führt Jamil Ahmad in seinem Roman Der Weg des Falken den Leser durch eine archaische Welt. Er erzählt aus der Grenzregion zwischen Pakistan, Afghanistan und Iran, von berückenden Landschaften, von Stammesriten und dem Kampf ums Überleben. In seiner Prosa will Ahmad die geschlossene Welt der Stämme weiterleben lassen, die in der Realität längst in Auflösung begriffen sind. Dabei verschweigt der Autor nicht die Gewalt und Grausamkeit, die diesen Alltag mitprägen. Jamil Ahmads Geschichten zeichnen sich durch die Klarheit seiner Sätze aus, die mit rhythmischer Präzision und kargen Worten die unerbittliche Einsamkeit der Wüstenwelt zwischen Pakistan, dem Iran und Afghanistan erstehen lassen. „Aus der Spannung von zurückhaltendem und zupackendem Erzählen bezieht Der Weg des Falken seine Wirkung. Aus dem Zusammenprall von archaischen und modernen Werten entsteht sein denkerisches Abenteuer.“

## Werke
- Der Weg des Falken. Aus dem Englischen von Giovanni und Ditte Bandini. Hoffmann und Campe Verlag, Hamburg, 2013, 188 Seiten, ISBN 978-3-455-40394-7